# Internationale rouge sportive
 (novembre 2021).
Si vous disposez d'ouvrages ou d'articles de référence ou si vous connaissez des sites web de qualité traitant du thème abordé ici, merci de compléter l'article en donnant les références utiles à sa vérifiabilité et en les liant à la section « Notes et références ».
L’internationale rouge sportive (IRS), appelée aussi « Sportintern » ou « Internationale rouge des sports » a représenté les fractions et organisations communistes au sein du mouvement sportif ouvrier. Elle fut fondée le 23 juillet 1921 à Moscou sous le nom (peu utilisé par la suite) d’Union internationale des Organisations rouges de la Culture physique, à l’initiative de Nikolaj Podvojskij, chef de l’organisation russe de formation militaire générale « Vsevobuč ».
Ses missions principales étaient de faire de la propagande pour le bolchevisme parmi les sportifs ouvriers et de combattre l’influence de l’Internationale sportive de Lucerne (ISL), organisation social-démocrate fondée en septembre 1920 en présence de représentants de la quasi-totalité des organisations sportives ouvrières d’Europe. Cependant, son caractère d'organisation auxiliaire du Komintern,  la subordination de ses actions aux intérêts du sport soviétique ainsi que la répression subie dans différents pays, eut des effets nuisibles sur son développement. L’IRS atteignit  le chiffre le plus élevé de son histoire en 1931 avec près de 275.000 sportifs ouvriers inscrits dans ses sections (en dehors de l’Union soviétique), alors que l’ISL en compta 1.9 million.
L'IRS fut à l'initiative des Spartakiades internationales à Moscou en 1928 et à Berlin en 1931 ainsi que du Rassemblement international des sportifs contre le fascisme et la guerre impérialiste à Paris en 1934.
En avril 1937, le Komintern décida de dissoudre son organisation sportive.

## Effectifs en 1931
| Pays avec des sections de l’IRS                                                                    | Nombre d’adhérents |
| Allemagne                                                                                          | 125 000            |
| Autriche                                                                                           | 10 000             |
| Tchécoslovaquie : Fédération tchécoslovaque (Prague) Fédérations des Sudètes allemands             | 80 000 8 000       |
| Suisse                                                                                             | 5 000              |
| France : Fédérations sportive du Travail (Paris) Fédérations sportive du Travail d’Alsace-Lorraine | 9 000 10 000       |
| Suède                                                                                              | 8 000              |
| Royaume-Uni                                                                                        | 5 000              |
| Canada                                                                                             | 4 000              |
| États-Unis                                                                                         | 1 000              |
| Grèce                                                                                              | 2 000              |
| Total                                                                                              | 272 500            |